# オルリーについてのルポルタージュ
『オルリーについてのルポルタージュ』（Reportage sur Orly ）は、1964年に製作された、映画監督ジャン＝リュック・ゴダールによるイギリスの短篇ドキュメンタリーである。

## 概要
「オルリー」といえば、オルリー空港のことである。
Internet Movie Database、BiFiのデータベースには本作は記載されているが、ロベルト・キエージの著書『ジャン＝リュック・ゴダール』にも、2006年のパリのポンピドゥー・センターでの図録『ジャン＝リュック・ゴダール : ドキュメント』にも載っておらず、同年の同センターでの大回顧上映にも、本作は上映されてはいない。よって詳細は不詳である。

## スタッフ
- 監督・脚本 : ジャン＝リュック・ゴダール

## 関連事項
- ジャン＝リュック・ゴダール監督作品一覧

## 註
1. ↑  #外部リンク欄のInternet Movie Databaseの本項のリンク先の記述を参照。
2. ↑  #外部リンク欄のBiFiの本項のリンク先の記述を参照。
3. ↑  Roberto Chiesi, Jean-Luc Godard, Roma : Gremese, ISBN 888440259X.
4. ↑  Jean-Luc Godard: Documents, éditeur : Centre Georges Pompidou, Paris, 2006.